# Detonador

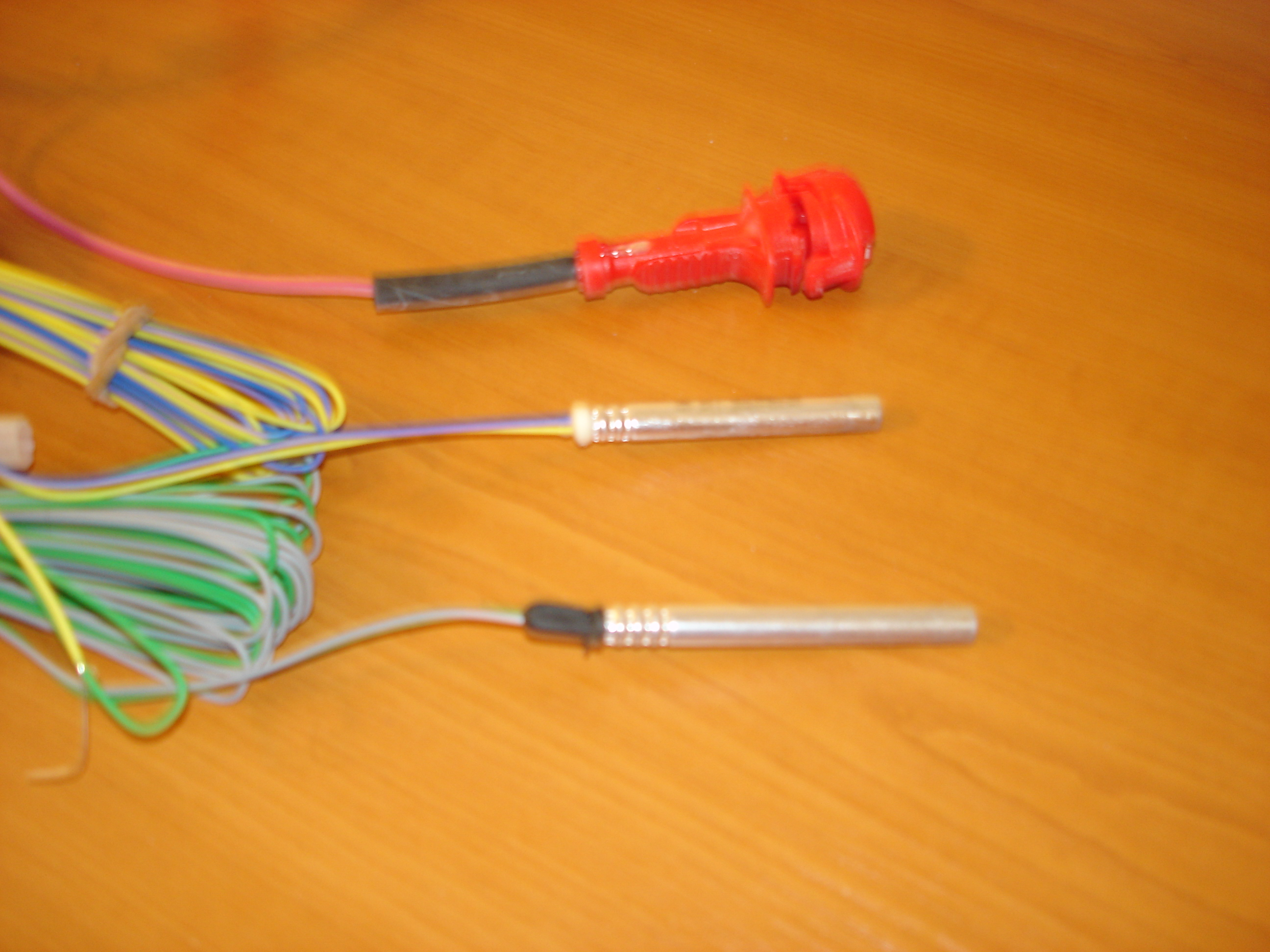

Um detonador é um equipamento responsável pela detonação de explosivos. Ultimamente são mais utilizados os detonadores elétricos, chamados ainda de linha-guia, pela maior confiabilidade, segurança e economia que os mesmos trazem.